# We Can Do It!

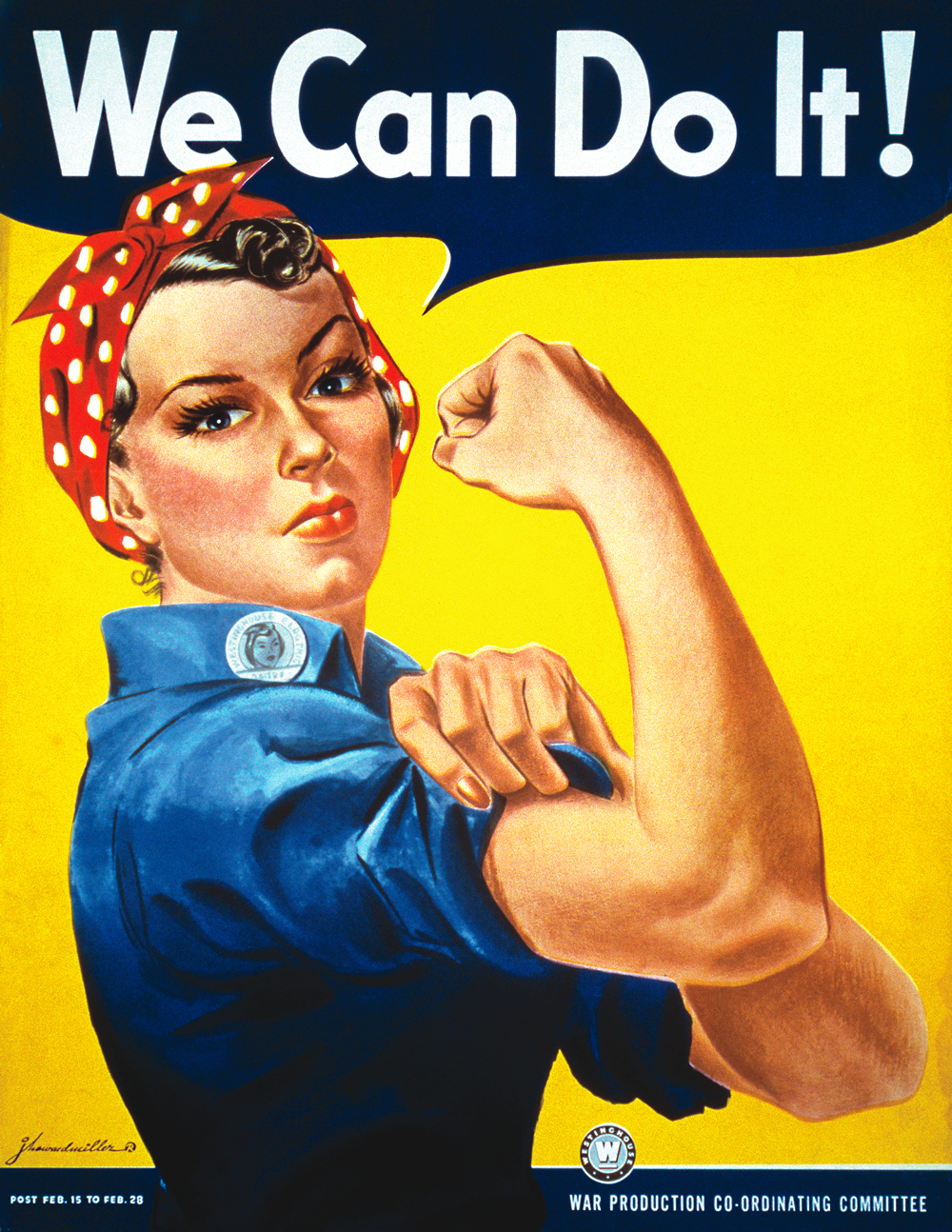
J・ハワード・ミラーのポスター「"We Can Do It!"」（1942年）

"We Can Do It!" （ウィ・キャン・ドゥー・イット、私たちにはできる！）とは、戦時中のアメリカ合衆国でプロパガンダに使われたポスター・イメージのことである。J・ハワード・ミラーが1942年にウェスティングハウス・エレクトリックの依頼を受けて製作したもので、労働者を鼓舞して勤労意欲を高めることを目的としていた。このポスターは一般に通信社がミシガン州の工場労働者を撮影したモノクロ写真がもとになっていると考えられており、被写体となったその女性の名はジェラルディーン・ホフという。
第二次世界大戦中にこのポスターが人目に触れる機会はほとんど無かった。それが1980年代の初めに再発見され、様々な形で広く再生産された。しばしば「We Can Do It!」と呼ばれたこのデザインは、軍需工場の労働者の力強い、しかし女性的な姿のアイコンとなってからは「ロージー・ザ・リベッター」とも呼ばれた。そして「We Can Do It!」のイメージは1980年代に始まるフェミニズムなどの政治的問題を唱道するために利用されていった。1984年には「スミソニアン・マガジン」の表紙を飾り、1999年のアメリカでは普通郵便の切手のデザインにも採用された。さらに2008年の選挙戦では、サラ・ペイリン、ロン・ポール、ヒラリー・クリントンといった政治家までこのイメージをキャンペーンの道具として利用するのである。
今日ではこのポスター・イメージが戦争を呼びかけ、女性労働者を駆り立てるものとしてだけ利用されたという考えがしばしば議論の前提となっている。しかし戦争中、このポスターはウェスティングハウスの内部に向けてのみ展示されたのであり、掲載も1943年2月の間だけだった。そしてそもそも募集広告ではなく、すでに雇用された女性にさらなる労働を説くものとして使われたのだ。フェミニストを始めとして多くの人々がこの啓発的な姿やメッセージに飛びつき、イメージを様々な形に改変し、自己実現や勧誘、扇動、広告、パロディなどに使用した。

## 背景
1942年、ピッツバーグのアーティストであるJ・ハワード・ミラーはウェスティングハウス・エレクトリックの軍需生産調整委員会に雇用され、同社の労働者に向けたシリーズもののポスターづくりを依頼された。この報酬はフェデラル・ファンドから支払われた 。この企画の目的は、労働者の勤労意欲を向上させ、常習的な欠勤を減らし、働く上での疑問を経営者側に伝えさせることにあった。また不満やストライキの可能性を抑える効果も期待できた。ポスターは工場内で2週間掲載されるとこのシリーズの次のポスターと交換された。あるポスターには笑顔の男性経営者を写してこんなコピーがついた。「仕事に何か問題でも？ …上司に相談しよう」。

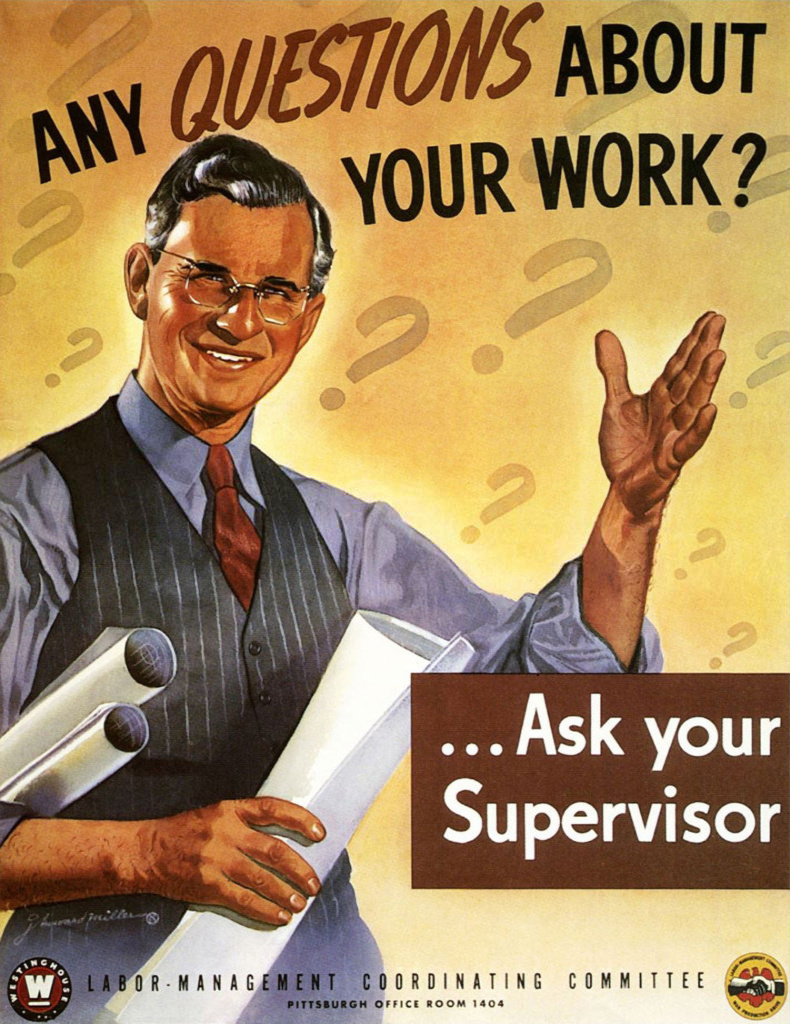
J・ハワード・ミラーによる社内ポスターシリーズの別の作品「仕事に何か問題でも？…上司に相談しよう」

多くの人がミラーの「We Can Do It!」のポスターには原図があると考えている。それがユナイテッド・プレス・インターナショナル(UPI)が撮影したミシガン州アナーバーの工場労働者ジェラルディーン・ホフのモノクロ写真である。時代的には1942年の始めごろでこのときホフは17歳だった。5フート10インチ (1.78 m)長の写真のなかでは、背が高くスレンダーなホフが頭にポルカ・ドットのバンダナを巻き、金属プレス機に背を預け、手を太もものに置き危なげなく機械を動かしていた。この広告用の写真を撮った直後にホフは工場を辞めている。前任者がプレス機で手を怪我したという話を聞いてチェロが演奏できなくなることを恐れたためである。その後別の工場にタイムキーパーの仕事を見つけたのだという。
もしミラーがこのUPI通信社の写真に強い影響を受けたのならば、ポスターは「再解釈」のもとで出来上がったということになる。「We Can Do It!」ではモデルの右手が拳をかためて持ち上げられ、左手は右腕の袖をまくっているからである。そしてホフの頭が見る側に向けられ、より筋肉質な体つきになった。ウェスティングハウス・エレクトリックの被雇用者が身につける身分証明のバッジもこのとき襟元に足されている。ホフはこれらの事実を全く知らなかった。そしてポスターの題材に使われているとは思いもしないまま、1943年に結婚してジェラルディーン・ドイルに名前が変わった。
はじめポスターはアメリカ中西部に点在するウェスティングハウスの工場のほかでは見ることができなかった。スケジュール上も1943年2月15日の月曜に始まる2週間（工場は週5日制であったため都合10日間）だけになっていた。そして可塑化したヘルメットのライナーをつくる工場が掲載の対象となった。このライナーにはウェスティングハウスが開発した、フェノール樹脂を主とするマイカルタが使用されていた。これらの工場では大半が女性の労働者が、戦争中に1300万個ものヘルメットを生産していた 。「We Can Do It!」というスローガンを、工場の労働者たちは女性だけを啓発するものだとはおそらく考えなかった。経営者の権威、被雇用者の能力、社内の団結を称揚する一連のパターナリズム的、支配的なポスターの対象は全労働者であり、それゆえ彼らはこのポスター・イメージを皆が共に働く「Westinghouse Employees Can Do It」という意味に受けとったと考えられる。快活なイメージによって、勤労意欲の向上や生産性の維持などを目的としながらあくまで紳士的なポスターであった。鮮明な赤白青の衣装は愛国心をそれとなく呼び起こすが、こういった戦略は軍需生産委員会がよく採用したものの一つでもある。

## ロージー・ザ・リベッター
第二次世界大戦中に「We Can Do It!」のポスターが1942年の歌「ロージー・ザ・リベッター」と結びつけられたわけではない。ノーマン・ロックウェルの「ロージー・ザ・リベッター」と呼ばれる絵は、1943年5月29日のサタデー・イブニング・ポストの戦没将兵追悼記念号で表紙を飾りよく知られていたが、こちらも関係はない。銃後に軍需品を生産する婦人を啓発する「ロージー」とあだ名された女性たちはウェイスティングハウスのポスターとは何の関係も無かった。というよりも1943年2月に2週にわたって一部の工場で労働者に向けて掲載されると、その後40年近くに渡ってこのポスターは表舞台から姿を消したのである。しかしその他の「ロージー」はよく普及し、なかでも実際の労働者がよく写真となってイメージを形づくった。アメリカの戦時情報局は戦争宣伝のために国家的に大規模な広告キャンペーンを展開しているが、「We Can Do It!」はそれに含まれなかった。
ロックウェルの代表的な作品である「ロージー・ザ・リベッター」の絵は「ポスト」紙を通じて財務省へ貸し出された。これは戦時公債を宣伝するポスターやキャンペーンに使用するためだった。しかしその後の戦争中にロックウェルの絵はしだいに人々の記憶のなかに埋もれていった。その原因は著作権にあった。つまりロックウェルの死後も全ての絵が彼の財産として強力に保護されたのである。こうして守られた絵はそれゆえに高い値段がつき、真作は2002年に500万ドル近い金額で売却された。それは裏を返せばパブリックドメインとなることから逃れられなかった「We Can Do It!」というポスター・イメージが復活した理由の一つでもあった。

## 再発見
1982年に、雑誌用に複製された「We Can Do It!」を、大本のUPI通信社による写真のモデルだったジェラルディーン・ドイルが発見する。初めて目にするものだったが、ドイルはすぐにモデルとなっているのが自分だと気付いた。このときそのイメージはフェミニズムを唱道するために使われていた。フェミニストたちはこのポスター・イメージのなかに女性の自己実現の達成を見いだしていたのである。つまり「We（私たち）」は「We Women（私たち女性）」を意味するものとして理解され、男女不平等と戦う姉妹たる全ての女性たちを団結させるイメージだと考えられた。これは1943年にポスターが被雇用者を支配し、労働者の不穏な空気を霧散させようとした本来の目的とは全く異なっていた。
また「スミソニアン・マガジン」は1994年3月にこのイメージを表紙に使い、戦争中のポスターに関するすぐれた記事に読者をひきつけようとした。合衆国郵便公社も1999年2月にこのイメージをもとに33セントの切手をつくり、「Women Support War Effor（女性は戦争運動を支援します）」という言葉を添えた。1943年から始まるウェスティングハウスのポスターは国立アメリカ歴史博物館でも展示されており、1930年代から40年代を伝える資料の一つになっている。
ドイルにはアイコンとしてのイメージがつき知名度が上がった。時にはミシガン州にゆかりのある女性のホール・オブ・フェイムを訪れ、ポスターにサインをしたり、有志と挨拶を交わすこともあった。もっとも、有名なポスターのモデルになった若かりし頃を思い出さずにいたほうがよかったかもしれない、と彼女は語っている。しかし「あのときは興奮を抑えきれなかった」

## 遺産

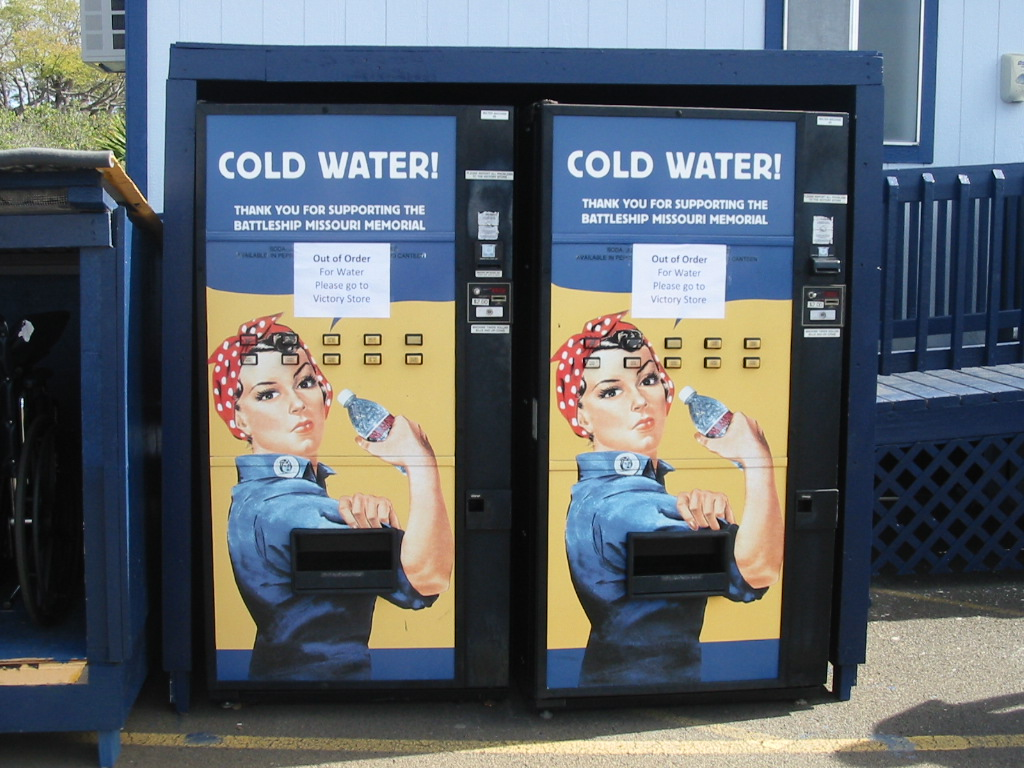
イメージを広告に利用する自動販売機

今日ではこのポスター・イメージは広く知られるようになり、第二次世界大戦中の限定的な目的をはるかに逸脱しているかのような状況を呈している。Tシャツやタトゥー、コーヒーカップや冷蔵庫のマグネットなどにこの図柄は使われている。2008年には様々な地区で選挙キャンペーンに勝つためサラ・ペイリン、ロン・ポール、ヒラリー・クリントンがこのイメージを利用いるほか、ミシェル・オバマも「正気と/あるいは狂気の復興大会」でこのイメージにはめ込まれた事がある。またクロロックスのように家庭用のクリーナーの広告に使う企業はこのイメージのトーンを抑え、例えばこの会社でいえば写真の女性が左手に結婚指輪をつけていたりする。パロディに利用されることもあり、有名であれば女性男性とを問わず動物やフィクションの登場人物もその対象となった。アクション・フィギュアにさえこのイメージは使われている。
ウェスティングハウスの歴史を研究するチャールズ・A・ラッシュは、J・ハワード・ミラーとも知り合いだったピッツバーグの住民だが、ドイルとポスター・イメージとのつながりを疑問視している。彼によればミラーは写真をもとにした仕事をする習慣などなく、生身のモデルを使う傾向にあった。「ロージー・ザ・リベッター―第二次世界大戦の銃後に働く女性たち」という本の著者ペニー・コールマンは、ミラーが読んだであろう雑誌にUPI通信社の撮ったドイルの写真が使われているかどうか自分もラッシュも確定できていないと語っている 。しかし多くの人が「We Can Do It!」のモデルはジェラルディーン・ドイルだと考えている。
ウェイスティングハウスの歴史を調べるエド・レイスは本来のイメージは大戦中の女性リベット工を写したものではないとし、近年の「ロージー・ザ・リベッター」と結びつける見方は誤りだと述べている。彼に従えばむしろそれは、マイカルタからヘルメットのライナーをつくる女性の姿を切り取ったものなのである。ポスター・イメージの女性は「モリー・マイカルタ・モールダーかヘレン・ヘルメットライナー・メイカー」と呼ぶほうがふさわしい、とレイスは冗談めかして語っている。
ドイルは2010年12月に亡くなった。「ウトネ・リーダー」誌は2011年の1-2月に予定していた表紙の企画を前倒しして掲載した。右手のこぶしを挙げるマージ・シンプソンという「We Can Do It!」のパロディである。しかし編集者はドイルの死を惜しむ声も寄せている。それは何より彼女が「おそらくはロージーというキャラクターの触発源である」女性だった。
2011年の映画『キャプテン・アメリカ/ザ・ファースト・アベンジャー』ではエンディングのクレジットのために「We Can Do It!」の立体的なイメージがつくられた。ヘイリー・アトウェルのタイトルカードの背景に使われたものである。
2015年に発足した女子アイスホッケーリーグNWHLのニューヨーク・リベターズは「ロージー・ザ・リベッター」を模したシンボルマークを採用した。同チームには日本の藤本那菜も所属している。